# Gamle Ribe-Minder
Gamle Ribe-Minder er en dansk dokumentarisk optagelse fra 1913.

## Handling
Filmklip fra perioden 1907-1913 samlet af Fru Emma Bojsen og skænket til Ribe bys arkiv. Selv drev hun i årtier biografen Kosmorama, Overdammen 7. Først sammen med sin mand, senere alene. Biografen lukkede i 1934.
Filmen i minuttal:
- 00:00 - 00:09 Introduktion af Emma Bojsens gave til byen, i form af denne film
- 00:09 - 01:32 Bachaus Palmehave 1907 (Grydergade 12)
- 01:32 - 02:35 28. bataljon nærmer sig Ribe og tager opstilling i Vilslev-Spange 1907 - herefter marcherer de ind til Ribe.
- 02:35 - 05:29 Byens trommer annoncer 28. bataljons ankomst i byen - herefter marcherer de ind til Ribe. Optagelser fra blandt andet Nederdammen, Plantagevej, Saltgade og Torvet
- 05:29 - 06.27 Latinskolens elever i Puggaardsgade
- 06:27 - 08:16 Ribe FDF med orkester, parade og sang på Torvet
- 08:22 - 09:00 Minder fra stormfloden 1911; Nr. Farup Afvandingsmaskinhus
- 09:00 - 09:19 Minder fra stormfloden 1911; Skibbroen oversvømmet
- 09:19 - 12:00 Minder fra stormfloden 1911; Diverse ødelæggelser i omegnen
- 12:00 - 12:28 Minder fra stormfloden 1911: Evert skyllet op til Ribe Plantage
- 12:28 - 13:32 Minder fra stormfloden 1911; Sneum jernbanebro ødelagt
- 13:32 - 13:41 Minder fra stormfloden 1911; Ribe stampemølle efter vandfloden.
- 13:41 - 14:12 Minder fra stormfloden 1911; Dykkere forsøger at fastsætte skaderne på Ribe Kammersluse
- 14:12 - 16:22 Minder fra stormfloden 1911; Ribe Dige fra Vester Vedsted til Darum under opførelse 1909-1913
- 16:22 - 17:09 Et folkeoptog gennem Grydergade og Overdammen